# Rodrigo Caio
Rodrigo Caio Coquette Russo (ur. 17 sierpnia 1993 w Dracenie) – brazylijski piłkarz, występujący na pozycji obrońcy w brazylijskim klubie Flamengo.

## Kariera klubowa
Caio jest wychowankiem São Paulo. W 2011 roku zadebiutował w rozgrywkach Série A. Zaczynał karierę jako defensywny pomocnik, jednak w 2013 roku został przesunięty do środka obrony i na nowej pozycji zbierał pozytywne oceny od trenerów. 
2 sierpnia 2014 doznał zerwania więzadeł krzyżowych w kolanie. Do gry wrócił w marcu 2015 roku, a 12 czerwca tego samego roku zostało ogłoszone, że podpisał pięcioletni kontrakt z Valencią. Transfer nie doszedł jednak do skutku, po tym jak Caio dwukrotnie nie przeszedł testów medycznych.
29 grudnia 2018 roku Caio został piłkarzem CR Flamengo.

## Kariera reprezentacyjna
Caio w kadrze zadebiutował 29 maja 2016 roku w meczu towarzyskim przeciwko Panamie. Znalazł się w kadrze reprezentacji Brazylii na Copa América 2016, jednak nie wystąpił tam w żadnym spotkaniu. Złoty medalista Letnich Igrzysk Olimpijskich 2016, gdzie wystąpił we wszystkich sześciu spotkaniach na turnieju.